# D'r uit!
D'r uit was een radioprogramma op Radio 538 dat werd gepresenteerd door Jens Timmermans. Het programma was iedere zondag te horen tussen 08.00 en 12.00 uur. Het programma werd eerder gepresenteerd door Mark Labrand, Martijn Muijs, Niek van der Bruggen, Stefan de Groot en Lindo Duvall. Eerst zou Mark Labrand het programma tijdelijk presenteren om dan naar een vaste vervanger voor Duvall werd gezocht, maar Duvall bekende dat hij later op de dag definitief afscheid neemt van Radio 538.
Op 21 augustus 2012 werd bekendgemaakt dat er een nieuwe programmering komt voor Radio 538. Jens Timmermans nam dit programma over van Mark Labrand. Labrand presenteerde zelf ook op de zondagavond met @Labrando. Dit programma zou D'r Uit met Jens! gaan heten. Op 9 september 2012 presenteerde Jens Timmermans dit programma.
Op 23 december 2017 werd officieel bekendgemaakt dat Jens Timmermans een dag later zijn laatste uitzending zou gaan maken op Radio 538. Daarmee kwam hij na 20 jaar radio maken ten einde als radio-dj. Bas Menting nam zijn tijdslot over. De programmanaam D'r uit! werd niet meer gebruikt en op dat tijdslot werd de betreffende radio-dj naam gebruikt.